# ラトガレ

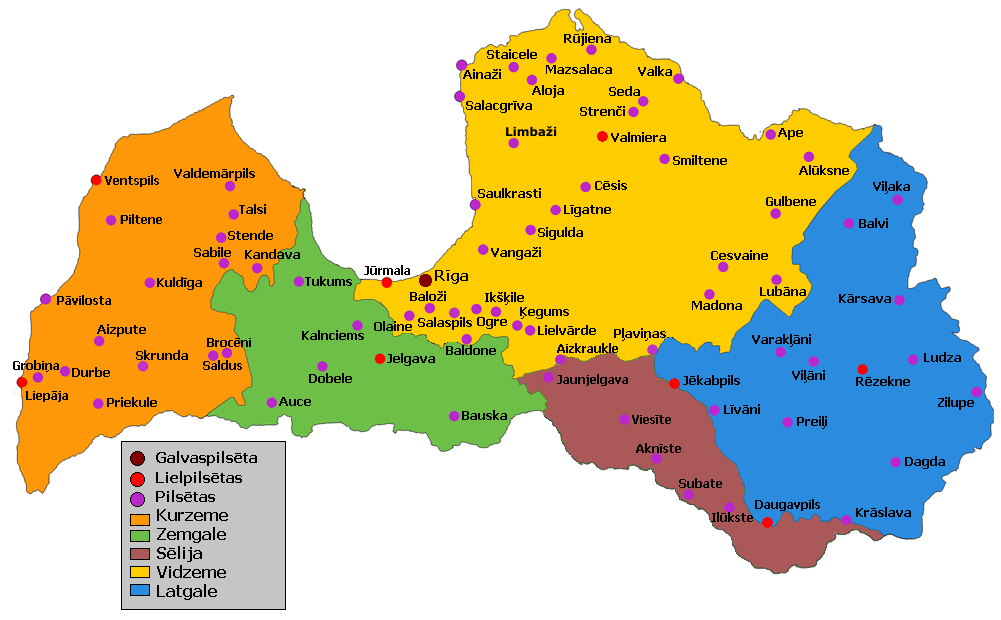
現在のラトビアにおけるラトガレの位置。青色部分

ラトガレの紋章

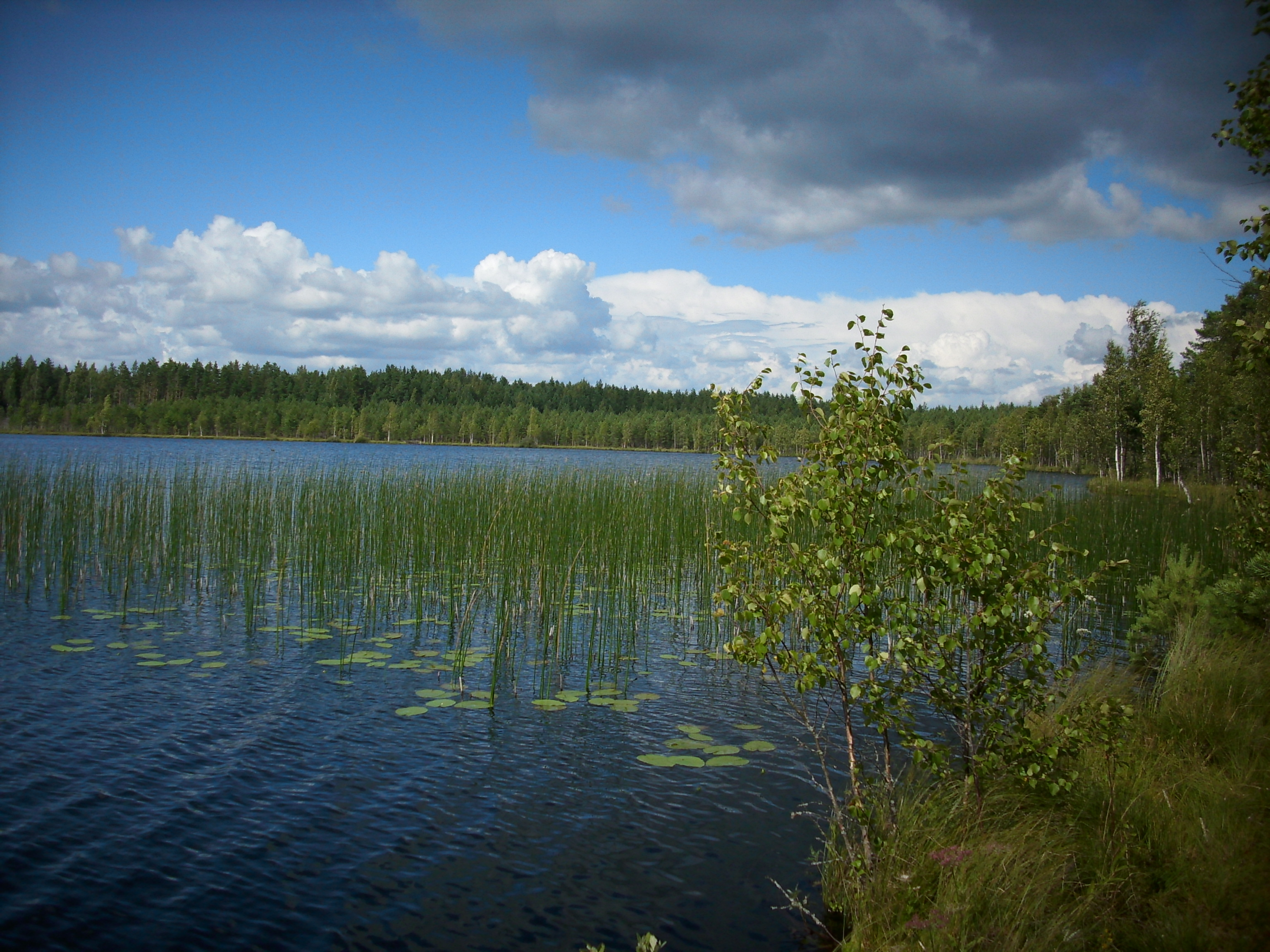
ラトガレの典型的な風景

ラトガレ （ラトビア語:Latgale、ラテン語:Latgola、ロシア語:Латгалия、ポーランド語:Łatgalia、ドイツ語:Lettgallen）は、ラトビアに5つある歴史的地域区分の1つ。ラトビア南東部にあり、リトアニア、ベラルーシと国境を接する。伝統的に、ユダヤ人、ポーランド人、リトアニア人、ベラルーシ人、古儀式派を信仰するロシア人が暮らしてきた。
ラトガレにはダウガヴァ川が流れ、湖に富んだ風景を持つ。

## 歴史
ラトガレは歴史的にリヴォニア（テッラ・マリアナ）の一部であったが、16世紀のリヴォニア戦争で解体された。その最中、一時的にスウェーデン領となったが、すでにリヴォニアを組み込みつつあったポーランド・リトアニア共和国に編入され、ポーランドの統治下となった。1621年のスウェーデンによるリヴォニア征服後もポーランド支配下に残った。そのためにポーランド領リヴォニア（ドイツ語: Polnisch Livlandまたはインフランティ県）とも呼ばれた。ラトビアの他地域とは違い、ドイツ人支配は本質的にデューナブルク（現在のダウガフピルス）で行われたのみだった。宗教改革が行われてもプロテスタント信仰はラトガレに及ばず、対抗宗教改革もあって住民はカトリック教徒が現在も多く、地方方言やラトビア語が日常的に話されている。そのために、一部ではラトガレをラトビアとは別の民族集団と見なす向きもある。ラトガレは、1772年に第一次ポーランド分割を受け、ロシア帝国に編入された。
ラトガレの都市人口は、数世紀にわたってユダヤ人が多数を占めてきた。例として、1897年の調査ではレーゼクネやルドザではユダヤ人人口が54％に及んだ。ラトガレ最大の都市ダウガフピルスでは、ユダヤ人は人口の46％を占めていた。ダウガフピルスにはおよそ40箇所のシナゴーグと宗教施設があった。第二次世界大戦によってユダヤ人社会は徹底的に破壊され、現在ダウガフピルスにはシナゴーグが1つあるにすぎない。
現在、ラトガレにおいてロシア人の比重が高まっており、ダウガフピルスやレーゼクネなど都市部周辺で特に高い。

## 読書案内
- 志摩園子著『物語 バルト三国の歴史』 中公新書 ISBN 4-12-101758-7